# Cláudia Gadelha
Ana Cláudia Dantas Gadelha, född 7 december 1988 i Mossoró, är en brasiliansk MMA-utövare som sedan 2014 tävlar i organisationen Ultimate Fighting Championship.